# Ястребинка зеленоватая
Ястребинка зеленоватая (лат. Hieracium chlorellum) — вид двудольных растений рода Ястребинка (Hieracium) семейства Астровые (Asteraceae). Впервые описан финским ботаником Йоханом Петтером Норрлином в 1888 году.
Синонимичное название — Hieracium murorum subsp. chlorellum (Norrl.) Zahn.

## Распространение
Известна из Бельгии, Германии, России, Белоруссии, Лихтенштейна, Люксембурга, Швеции, Швейцарии, Нидерландов, Польши, Исландии, Эстонии, Норвегии, Латвии, Венгрии, Австрии, Чехии, Финляндии и Дании.

## Ботаническое описание
Многолетнее травянистое растение.
Листья почти цельные, широкие, зелёного цвета с фиолетовым оттенком, заметном при солнечном свете. Листорасположение очерёдное.
Цветки жёлтые, с пятью и более лепестками, собраны в соцветие-корзинку. Листочки обёртки широкие, с короткими беловатыми железистыми волосками.
Плод — семянка.